# Isklicana pšenica
Isklicana pšenica (perzijski: جوانه‌ گندم) ili proklijala pšenica, pšenična klica je proizvod klijanja sjemena pšenice u vlažnom i relativno toplom okruženju u procesu koji se naziva klijanje.
Ponekad se koristi umjesto ječma za pripravljanje slada (rani stadij klice) za pravljenje pive.Također se koristi kod priprave probiotičkog pića Rejuvelac te Esenskog kruha.
Koristi se u brojnim perzijskim pecivima, jelima i desertima. Također, tradicionalno se koristio u dekoraciji stola Haft-Seen za proslavu Nove godine, u obliku Sabzeha (pšenične trave) i deserta zvanog Samanu, kao simbol blagoslova Ahura-Mazde.
Ovog običaja pridržavala se većina ljudi na Iranskoj visoravni ali i neke populacije izvan nje (npr. neki dijelovi Indije, Jemena, Libanona, Rusije, Kine,pa i kod nas) .
Jedan od slatkiša pod nazivom Sohan sastoji se uglavnom od brašna od pšeničnih klica. To je tradicionalna perzijska krhka karamela od šafrana i proizvodi se u svetom gradu Qom.

## Sastav
Na 100 g sadrži 1 g masti, 46 g ugljikohidrata,7 g bjelančevina te 1 g dijetalnih vlakana.Od makroelemenata sadrži 16 mg natrija,280 mg kalcija,169 mg kalija,21 mg željeza te 200 mg fosfora.Vitamin C 26 mg,vitamin B1 0.2 mg,vitamin B2 o.2 mg,vitamin B3 3.1 mg,vitamin B5 0.9 mg,vitamin B6 0.3 mg.